# Roger Daniel (Schachspieler)
Roger Daniel (* 18. Mai 1915 in Le Havre; † 21. April 1999 ebenda) war ein französischer Schachspieler.
Daniel, der im Alter von 13 Jahren Schach lernte, machte in den 1930er Jahren auf regionaler Ebene auf sich aufmerksam. So gewann er 1932 die Vereinsmeisterschaft des Cercle du Havre und 1938 die Meisterschaft der Normandie. In den 1940er Jahren und Anfang der 1950er Jahre erreichte er mehrere Spitzenplätze auf französischer Ebene. Er gewann 1942 die französische Meisterschaft und verpasste 1941, 1945, 1949 und 1951 bei seinen Vizemeisterschaften nur knapp den Titel. Daniel gewann außerdem die achte französische Meisterschaft im Fernschach 1941/42. In den Jahren 1946 und 1947 spielte er bei mehreren Freundschaftswettkämpfen in der französischen Mannschaft. 